# Androka
Androka est une commune rurale malgache située sur le littoral à l'extrême-sud de la région d'Atsimo-Andrefana.

## Géographie
A l'embouchure de la Linta, fleuve intermittent, Androka se trouve au sud du pays Mahafaly. Cette commune déshéritée a la particularité d'être soumise à un contexte subaride générateur d'un épais fourré xérophile à euphorbes arborescentes et à Didiereaceae. La région est riche en ensembles dunaires de différentes générations. Deux des plus grands massifs dunaires sont ceux de Saodana et de Dogary. En 2006, ces massifs ont été assimilés à des "chevrons" issus d'un mégatsunami provoqué par l'impact à l'Holocène d'un astéroïde dans l'océan Indien. Le littoral comporte des récifs coralliens et des mangroves.